# Bhagwanpur (Bara)
Bhagwanpur (nepalski: भगवानपुर, trl. Bhagvānpur, trb. Bhagwanpur) – gaun wikas samiti w środkowej części Nepalu w strefie Narajani w dystrykcie Bara. Według nepalskiego spisu powszechnego z 2001 roku liczył on 641 gospodarstw domowych i 4181 mieszkańców (1992 kobiet i 2189 mężczyzn).